# Platacanthomyidae
Platacanthomyidae é uma família de roedores incluída na superfamília Muroidea. Sua relação de parentesco com as outras famílias ainda é incerta. São encontrados na Índia, China e Vietnã. Pouco se conhece dos hábitos reprodutivos, alimentares e comportamentais dos membros da família. Acredita-se que sejam arbóreos e noturnos.

## Distribuição geográfica e habitat
A família tem uma distribuição geográfica descontinua. Eles são encontrados em várias regiões da Ásia: sul da Índia, sul da China e norte do Vietnã. Estes roedores vivem em florestas tropicais e subtropicais úmidas e com afloramentos rochosos, em elevações de 600 a 2.100 metros. Habitam buracos, cavidades de árvores e fendas entre rochas, frequentemente perto de riachos.

## Características
Os membros da família tem uma aparência semelhantes aos ratos, medindo entre 70 e 212 centímetros de comprimento, e com uma cauda de 75 a 138 centímetros. Pêlos grossos e longos formam um tufo na ponta da cauda. Os pés são finos e pequenos com dígitos de tamanho médio. Quatro dos dígitos dos membros dianteiros tem garras, o quinto é rudimentar. Longas vibrissas protraem do focinho relativamente curto. As orelhas são proeminentes e esparsamente cobertas. Dimorfismo sexual não foi descrito para este grupo.
A fórmula dentária é {\displaystyle {\tfrac {1.0.0.3}{1.0.0.3}}\times 2=16}. Os molares da maxila possuem três raízes cada; na mandíbula apenas duas. Os primeiros dois molares têm o mesmo tamanho, e o terceiro 2/3 do tamanho dos outros. O esmalte nos dentes incisivos é alaranjado. A mandíbula possui um processo coronóide angular que na maioria das espécies está posicionado um pouco mais acima que o processo condilóide. A região interorbital e interparietal são largas, o occipício é profundo, e os foramens infraorbitais são grandes e estreitos. A superfície lateral do canal alisfenóide é formada pelo osso alisfenóide. A fossa pterigóide, que pode ou não ser perfurada por pequenos orifícios, é larga, achatada e uniforme com as laterais da caixa craniana. A bula auditiva é relativamente pequena e não possui o septo transbular.

### Sinapomorfias
A família Platacanthomyidae possui algumas sinapomorfias:
- superfície oclusal dos molares formada por cristas oblíquas paralelas de esmalte;
- incisivos superiores entalhados;
- superfície mastigatória do molar é plana;
- dois foramens alargados no palatino entre os primeiros molares superiores;
- forame maxilar posterior largo;
- foramens palatino dorsal e esfenopalatino fundidos;
- processo coronóide pequeno no dentário;
- ausência do forame oval acessório;
- tufo terminal na cauda.

## Comportamento
Poucas informações são disponíveis sobre o comportamento desses roedores . Sabe-se que o Platacanthomys é arbóreo, e que um espécime em cativeiro mostrava sinais de letargia durante o dia, sugerindo hábitos noturnos. Assume-se que o Typhlomys apresente os mesmos hábitos.

## Dieta
A dieta desses roedores incluem frutos, sementes, vagens, brotos e raízes .

## Reprodução
Não existem informações a respeito dos aspectos reprodutivos da família Platacanthomyidae.

## Classificação

### História taxonômica
Os gêneros Typhlomys e Platacanthomys foram inicialmente agrupados na Platacanthomyinae, uma subfamília da Gliridae (Ellerman 1940, 1961; Ognev 1947). Simpson (1945) elevou o grupo a família, mas ainda relatada a Gliridae, a posicionou na superfamília Gliroidea. Devido a características dentárias, como a ausência de pré-molares, e pela bula auditiva pequena e sem septo, a família foi posteriormente posicionada entre os Muroidea, achados paleontológicos posteriores confirmaram esse posicionamento . Alguns pesquisadores a classificaram como relatada a Cricetidae (G. M. Allen 1940; Qiu 1989; Pavlinov et al. 1995), ou então consideravam-na como subfamília ou tribo da Cricetidae (Chaline et al. 1977; Reig 1980). Outros a posicionaram como subfamília da Muridae (Alston 1876; Carleton e Musser 1984; Musser e Carleton 1993; Nowak 1999). Atualmente, Carleton e Musser (2005) a consideram uma família distinta, entretanto, a relação entre ela e os demais membros da superfamília continua incerta. A posição filogenética da família ainda não foi investigada com análise molecular . Steppan e colaboradores posicionaram a família como incertae sedis dentro da Muroidea . Ela pode ser distinguida da família Spalacidae e dos Eumuroidea pelo distinto formato do canal infraorbital e pela presença de múltiplas aberturas no palato.

### Sistemática
A família possui três gêneros e cerca de dez espécies descritas .
- Família Platacanthomyidae Alston, 1876
  - Gênero †Neocometes Schaub & Zapfe, 1953
    - †Neocometes brunonis Schaub & Zapfe, 1953
    - †Neocometes orientalis Mein, Ginsburg & Ratanasthien, 1990
    - †Neocometes similis Fahlbusch, 1966

  - Gênero Platacanthomys Blyth, 1859
    - †Platacanthomys dianensis Qiu, 1989
    - Platacanthomys lasiurus Blyth, 1859

  - Gênero Typhlomys Milne-Edwards, 1877
    - Typhlomys cinereus Milne-Edwards, 1877
    - Typhlomys chapensis (Osgood, 1932) [nota 1]
    - †Typhlomys hipparionium Qiu, 1989
    - †Typhlomys intermedius Zheng, 1993
    - †Typhlomys macrourus Zheng, 1993
    - †Typhlomys primitivus Qiu, 1989

## Conservação
Das duas espécies listas pela IUCN 2008, apenas a Platacanthomys lasiurus encontra-se vulnerável . A espécie, Typhlomys cinereus, apesar de ser considerada fora de perigo, necessita de revisão taxonômica. Entre 2004-2007, a IUCN reconheceu o Typhlomys chapensis como uma espécie distinta e classificando-a em perigo crítico. Este táxon é conhecido de uma única localidade no norte do Vietnã, sendo atualmente considerado como subespécie do T. cinereus.